# ニューメキシコ州の都市圏の一覧

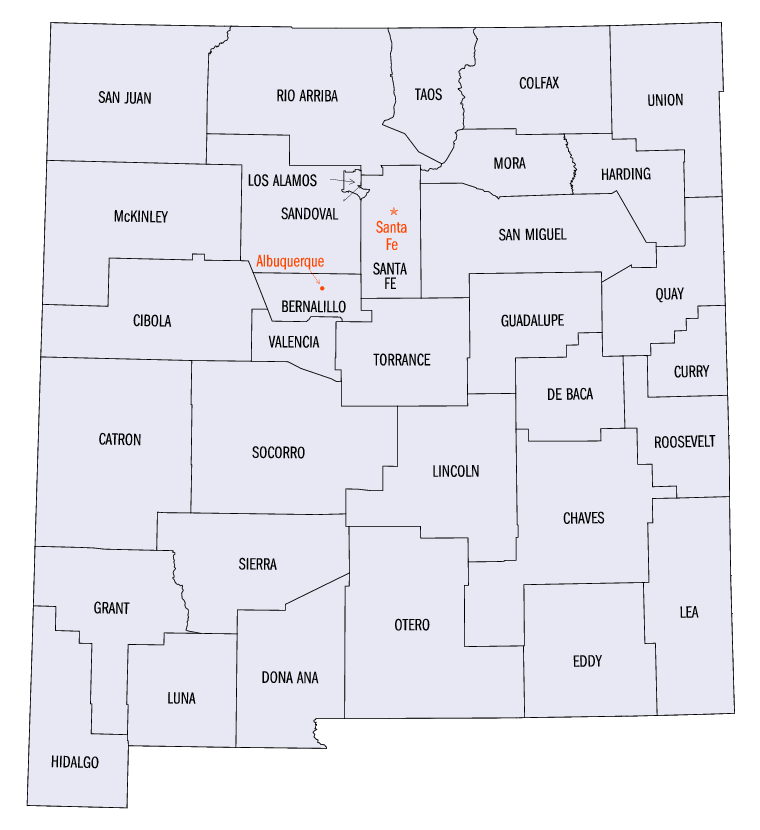
ニューメキシコ州の33郡を示す地図

本項目はニューメキシコ州の都市圏の一覧（ニューメキシコしゅうのとしけんのいちらん）である。
アメリカ合衆国国勢調査局は、ニューメキシコ州に合同統計地域（CSA/広域都市圏）2ヶ所、大都市統計地域（MSA/都市圏）4ヶ所、および小都市統計地域（μSA/小都市圏）13ヶ所を定義している。下表には、左列より以下の情報を示す。
- 合同統計地域（定義されている場合）の名称
- 合同統計地域の人口
- コアベース統計地域（大都市統計地域および小都市統計地域）の名称
- コアベース統計地域の人口
- 各統計地域に含まれる郡の名称
- 各統計地域に含まれる郡の人口

なお、下表においては、ニューメキシコ州と他州にまたがる合同統計地域およびコアベース統計地域については、名称と統計地域の総人口を青緑色で、ニューメキシコ州内の人口を黒色でそれぞれ示す。また、他州のコアベース統計地域および郡については、その名称と人口を緑色でそれぞれ示す。
下表における人口の数値はすべて2020年に行われた国勢調査時のものである。また、合同統計地域、コアベース統計地域（大都市統計地域・小都市統計地域）のいずれも、2023年7月21日時点での定義に従う。
| 合同統計地域                                     | 人口              | コアベース統計地域                 | 人口         | 郡                   | 人口    |
| ------------------------------------------------ | ----------------- | ---------------------------------- | ------------ | -------------------- | ------- |
| アルバカーキ・サンタフェ・ロスアラモス広域都市圏 | 1,162,523         | アルバカーキ都市圏                 | 916,528      | ベルナリオ郡         | 676,444 |
| アルバカーキ・サンタフェ・ロスアラモス広域都市圏 | 1,162,523         | アルバカーキ都市圏                 | 916,528      | サンドバル郡         | 148,834 |
| アルバカーキ・サンタフェ・ロスアラモス広域都市圏 | 1,162,523         | アルバカーキ都市圏                 | 916,528      | バレンシア郡         | 76,205  |
| アルバカーキ・サンタフェ・ロスアラモス広域都市圏 | 1,162,523         | アルバカーキ都市圏                 | 916,528      | トランス郡           | 15,045  |
| アルバカーキ・サンタフェ・ロスアラモス広域都市圏 | 1,162,523         | サンタフェ都市圏                   | 154,823      | サンタフェ郡         | 154,823 |
| アルバカーキ・サンタフェ・ロスアラモス広域都市圏 | 1,162,523         | エスパニョーラ小都市圏             | 40,363       | リオアリバ郡         | 40,363  |
| アルバカーキ・サンタフェ・ロスアラモス広域都市圏 | 1,162,523         | ラスベガス小都市圏                 | 31,390       | サンミゲル郡         | 27,201  |
| アルバカーキ・サンタフェ・ロスアラモス広域都市圏 | 1,162,523         | ラスベガス小都市圏                 | 31,390       | モラ郡               | 4,189   |
| アルバカーキ・サンタフェ・ロスアラモス広域都市圏 | 1,162,523         | ロスアラモス小都市圏               | 19,419       | ロスアラモス郡       | 19,419  |
| エルパソ・ラスクルーセス広域都市圏               | 1,088,420 219,561 | エルパソ都市圏                     | 868,859      | テキサス州エルパソ郡 | 865,657 |
| エルパソ・ラスクルーセス広域都市圏               | 1,088,420 219,561 | エルパソ都市圏                     | 868,859      | テキサス州ハズペス郡 | 3,202   |
| エルパソ・ラスクルーセス広域都市圏               | 1,088,420 219,561 | ラスクルーセス都市圏               | 219,561      | ドニャアナ郡         | 219,561 |
|                                                  |                   | ファーミントン都市圏               | 121,661      | サンファン郡         | 121,661 |
|                                                  |                   | ホッブス小都市圏                   | 74,455       | リー郡               | 74,455  |
|                                                  |                   | ギャラップ小都市圏                 | 72,902       | マッキンリー郡       | 72,902  |
|                                                  |                   | アラモゴード小都市圏               | 67,839       | オテロ郡             | 67,839  |
|                                                  |                   | クロービス小都市圏                 | 67,621       | カリー郡             | 48,430  |
| ルーズベルト郡                                   | 19,191            | クロービス小都市圏                 | 67,621       |                      |         |
|                                                  |                   | ロズウェル小都市圏                 | 65,157       | チャベス郡           | 65,157  |
|                                                  |                   | カールスバッド・アーテシア小都市圏 | 62,314       | エディ郡             | 62,314  |
|                                                  |                   | タオス小都市圏                     | 34,489       | タオス郡             | 34,489  |
|                                                  |                   | シルバーシティ小都市圏             | 29,514       | グラント郡           | 29,514  |
|                                                  |                   | デミング小都市圏                   | 25,427       | ルナ郡               | 25,427  |
|                                                  |                   | ルイドソ小都市圏                   | 20,269       | リンカーン郡         | 20,269  |
| （設定無し）                                     | （設定無し）      | （設定無し）                       | （設定無し） | シボラ郡             | 28,185  |
| （設定無し）                                     | （設定無し）      | （設定無し）                       | （設定無し） | ソコロ郡             | 16,595  |
| （設定無し）                                     | （設定無し）      | （設定無し）                       | （設定無し） | コルファクス郡       | 12,387  |
| （設定無し）                                     | （設定無し）      | （設定無し）                       | （設定無し） | シエラ郡             | 11,576  |
| （設定無し）                                     | （設定無し）      | （設定無し）                       | （設定無し） | クワイ郡             | 8,746   |
| （設定無し）                                     | （設定無し）      | （設定無し）                       | （設定無し） | グアダルーペ郡       | 4,452   |
| （設定無し）                                     | （設定無し）      | （設定無し）                       | （設定無し） | ヒダルゴ郡           | 4,178   |
| （設定無し）                                     | （設定無し）      | （設定無し）                       | （設定無し） | ユニオン郡           | 4,079   |
| （設定無し）                                     | （設定無し）      | （設定無し）                       | （設定無し） | カトロン郡           | 3,579   |
| （設定無し）                                     | （設定無し）      | （設定無し）                       | （設定無し） | デバカ郡             | 1,698   |
| （設定無し）                                     | （設定無し）      | （設定無し）                       | （設定無し） | ハーディング郡       | 657     |

## 註
1. ↑  QuickFacts. U.S. Census Bureau. 2020年.
2. ↑  OMB Bulletin No. 23-01, Revised Delineations of Metropolitan Statistical Areas, Micropolitan Statistical Areas, and Combined Statistical Areas, and Guidance on Uses of the Delineations of These Areas. Office of Management and Budget. 2023年7月21日.